# Но (кана)
の в хирагане и ノ в катакане — символы японской каны, используемые для записи ровно одной моры. В системе Поливанова записывается кириллицей: «но», в международном фонетическом алфавите звучание записывается: /no/. В современном японском языке находится на двадцать пятом месте в слоговой азбуке. В японском языке обозначает родительный падеж

## Происхождение
の и ノ появились в результате упрощённого написания кандзи 乃.

## Написание
|  |  |

## Коды символов вкодировках
- Юникод:
  - の: U+306E,
  - ノ: U+30CE.